# Assemblée nationale (Gambie)
Pour les autres articles nationaux ou selon les autres juridictions, voir Assemblée nationale.
VIe législature
L'Assemblée nationale (en anglais : National Assembly) est le parlement monocaméral de la Gambie.

## Histoire

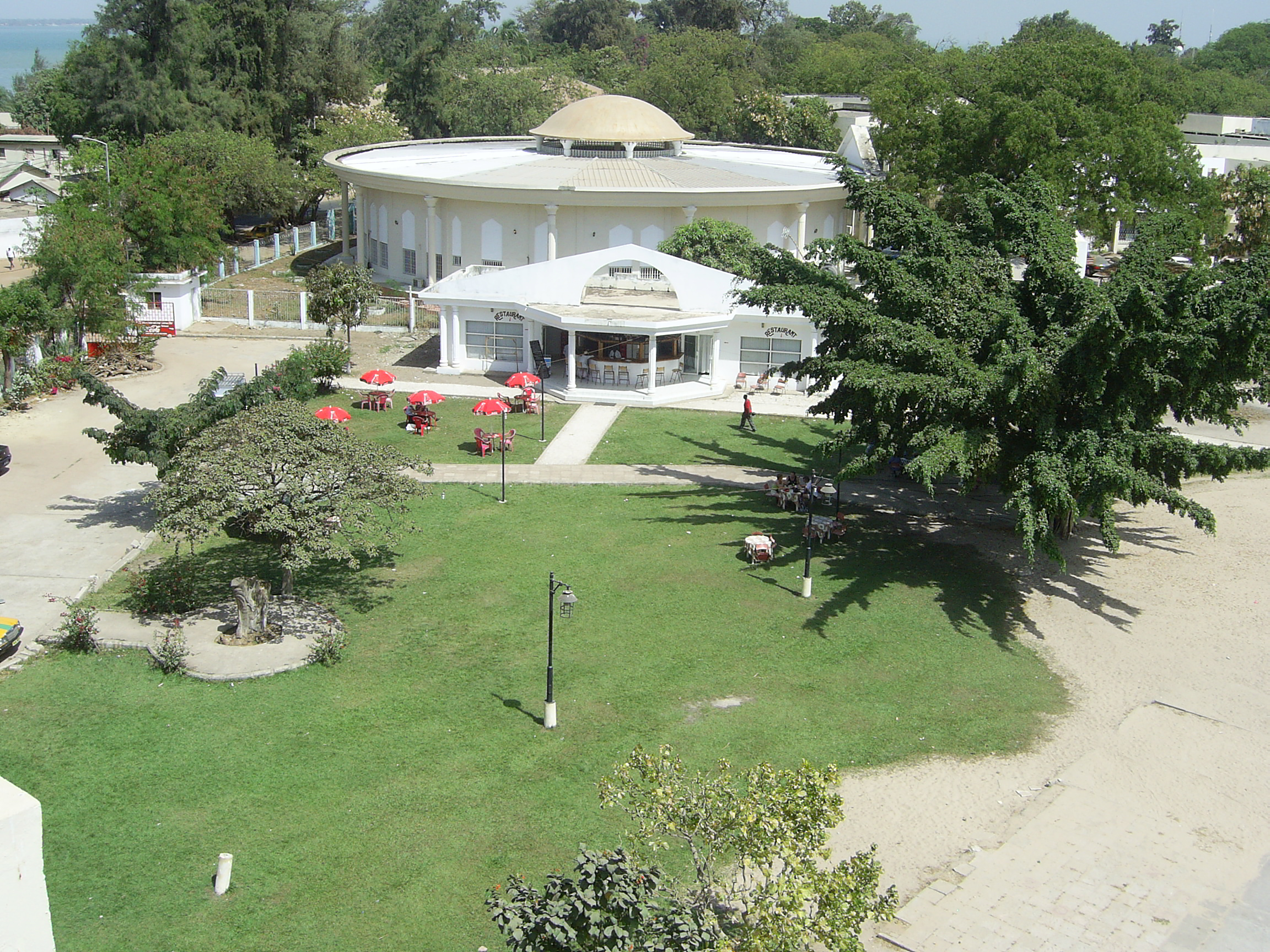
Ancien siège de l'Assemblée nationale.

## Système électoral
L'Assemblée nationale est dotée de 58 sièges pourvus pour cinq ans, dont 53 au scrutin uninominal majoritaire à un tour dans autant de circonscriptions, et cinq autres nommés par le président de la république. Le droit de vote s'acquiert à l'âge de 18 ans, et voter n'est pas obligatoire,.
Le système électoral gambien possède la particularité de ne pas recourir à des bulletins de vote en papier déposés dans une urne classique, mais à des billes que les électeurs placent dans des bidons, chaque candidat en lice se voyant attribué un bidon distinct peint dans la couleur de son parti et sur lequel figure sa photo. Les urnes sont disposées dans un isoloir à l'abri des regards, protégeant le secret du vote, tandis que l'insertion d'une bille dans une urne déclenche une clochette, permettant aux scrutateurs de s'assurer que l'électeur n'a voté qu'une fois. Le système est mis en avant pour son coût très faible et sa simplicité qui conduit à un taux très faible d'erreurs, dans un pays où l'analphabétisme touche la moitié de la population,,.
Le nombre de députés directement élus était de 48 avant les élections législatives de 2017.

## Direction
| Rôle                                    | Période                            | Parti                              |
| Président de l'Assemblée nationale      | Président de l'Assemblée nationale | Président de l'Assemblée nationale |
| --------------------------------------- | ---------------------------------- | ---------------------------------- |
| Mustapha B. Wadda                       | 1997 – 2002                        | APRC                               |
| Sheriff Mustapha Dibba                  | 2002 – 2006                        | NCP (en)                           |
| Belinda Bidwell                         | 2006 – 2007                        | Ind.                               |
| Fatoumatta Jahumpa Ceesay               | 2007 – 2010                        | APRC                               |
| Abdoulie Bojang                         | 12 novembre 2010 – 11 avril 2017   | APRC                               |
| Mariam Jack Denton                      | 11 avril 2017 - 17 avril 2022      | PDU                                |
| Fabakary Jatta                          | 17 avril 2022 - en fonction        | APRC                               |
| Vice-président de l'Assemblée nationale |                                    |                                    |
| Cecilia Cole                            | 1997 – 2000                        | APRC                               |
| Belinda Bidwell                         | 2002 – 2006                        | Ind.                               |
| George Aziz                             | 2006 – 2007                        | APRC                               |
| Abdoulie Bojang                         | 8 février 2007 – 12 novembre 2010  | APRC                               |
| Fatou Mbye                              | 29 novembre 2010 – 11 avril 2017   | APRC                               |
| Momodo Sanneh                           | 11 avril 2017 - 17 avril 2022      | PDU                                |
| Seedy Njie                              | 17 avril 2022 - en cours           | PDU                                |
| Chef de la majorité                     |                                    |                                    |
| Tamsir Jallow                           | 2 janvier 1997 – 17 janvier 2002   | APRC                               |
| Baba Jobe                               | 17 janvier 2002 – 2003             | APRC                               |
| Churchill Baldeh                        | 2003 – 25 janvier 2007             | APRC                               |
| Fabakary Jatta                          | 25 janvier 2007 – 11 avril 2017    | APRC                               |
| Kebba K. Barrow                         | 11 avril 2017 - 17 avril 2022      | PDU                                |
| Billay Tunkara                          | 17 avril 2022 - en cours           | NPP                                |
| Chef de l'opposition                    |                                    |                                    |
| Kemesseng Jammeh                        | 2 janvier 1997 – 17 janvier 2002   | PDU                                |
| Halifa Sallah                           | 17 janvier 2002 – 25 janvier 2007  | ODPIS                              |
| Momodou L. K. Sanneh                    | 25 janvier 2007 – 29 mars 2012     | PDU                                |
| Samba Jallow                            | 29 mars 2012 – 17 avril 2022       | PRN                                |
| Ousainou Darboe                         | 17 avril 2022 – en cours           | PDU                                |